# Calciumpermanganaat
Calciumpermanganaat is het calciumzout van permangaanzuur en heeft als brutoformule Ca(MnO4)2. De stof komt voor als paarse kristallen, die goed oplosbaar zijn in water. Het is, zoals alle permanganaten, een sterke oxidator. Het kan spontaan ontbranden of zelfs exploderen wanneer het in contact komt met zwavelzuur, azijnzuur, azijnzuuranhydride, benzeen, koolstofdisulfide, di-ethylether, ethanol en petroleum.

## Synthese
Calciumpermanganaat wordt bereid via een elektrolyse van kaliummanganaat en calciumhypochloriet.

## Toepassingen
Calciumpermanganaat wordt gebruikt bij het bleken van papier, als katalysator bij raketbrandstof en bij de sterilisatie van water.